# Silvio Paiva
Silvio Paiva, mais conhecido como Silvinho (Franca, 13 de novembro de 1958) é um ex-futebolista brasileiro que atuava como atacante.

## Carreira
Silvinho começou sua carreira no América de São José do Rio Preto, onde ficou por três temporadas, até se transferir para o Internacional em 1982.[carece de fontes?] Foi convocado para integrar a seleção brasileira para a disputa dos Jogos Olímpicos de 1984, em Los Angeles, onde a equipe de Porto Alegre formou a base da equipe que obteve a medalha de prata.
Na temporada 1986–87 chegou ao futebol de Portugal, onde jogou inicialmente pelo Sporting. Passou ainda por Vitória de Guimarães, Tirsense e Paços de Ferreira, dentre outros, até retornar ao Brasil em 1997 para integrar o elenco do Novo Hamburgo.
Além das Olimpíadas, Silvinho disputou os Jogos Pan-Americanos de 1979 pela seleção brasileira, onde obteve a medalha de ouro em Porto Rico.

## Títulos
Seleção Brasileira
- Campeão Jogos Pan-Americanos: 1979[1]